# DIN 40719-2
Die DIN 40719-2 war seit 1978 gültig, insgesamt 25 Jahre lang. Die Kennzeichnung der Betriebsmittel unterlag einer relativ einfachen Ordnung, die gleich war wie die in IEC 1346-1 von 1996. Diese Normen wurden 2010 durch EN IEC 81346 ersetzt. In der Praxis werden oft noch die alten Kennbuchstaben verwendet, zumindest in der Elektronik.
Die folgende Tabelle ist ein Auszug von DIN 40719-2 und IEC 1346-1:
| Kennbuchstabe | Betriebsmittel                       | Beispiele                                                                                     |
| ------------- | ------------------------------------ | --------------------------------------------------------------------------------------------- |
| A             | Baugruppen                           | Verstärker, Laser                                                                             |
| B             | Umsetzer nicht-elektrisch elektrisch | Mikrofon, Thermozelle, Lautsprecher, Fotowiderstand                                           |
| C             | Kondensatoren, (Kapazitäten)         |                                                                                               |
| D             | Binäre Elemente, Speicher            | Digitales IC, Flipflop, Zeitglied                                                             |
| E             | Verschiedenes                        | Heizung, Beleuchtung                                                                          |
| F             | Schutzeinrichtungen                  | Sicherung, Überspannungsableiter, Bimetallauslöser                                            |
| G             | Generatoren, Stromversorgungen       | Batterie, Oszillator, Netzteil                                                                |
| H             | Meldeeinrichtungen                   | Optisch und akustisch, Signallampe, (Leistungs-LED), Summer                                   |
| K             | Relais, Schütze                      |                                                                                               |
| L             | Induktivitäten                       | Spule, Wellensperre                                                                           |
| M             | Motoren                              |                                                                                               |
| N             | Analoge Bauelemente, Verstärker      | Regler, Impedanzwandler                                                                       |
| P             | Messgeräte, Prüfeinrichtungen        | Anzeigend, schreibend und zählend, Impulsgeber, Uhr                                           |
| Q             | Starkstrom-Schaltgeräte              | Leistungsschalter, Trennschalter                                                              |
| R             | Widerstände                          | Festwiderstände, Potentiometer, Heissleiter                                                   |
| S             | Schalter, Wähler                     | Taster, Kodierschalter                                                                        |
| T             | Transformatoren                      | Spannungswandler, Stromwandler                                                                |
| U             | Modulatoren, Umwandler               | Diskriminator, Frequenzwandler, Analog-Digital-Umsetzer, Opto-Koppler, Gleichspannungswandler |
| V             | Röhren, Halbleiter                   | Diode, Transistor, Gleichrichter, Kapazitätsdiode, (interne LED)                              |
| W             | Übertragungswege                     | Hohlleiter, Antenne, Kabel, Lichtleiter                                                       |
| X             | Klemmen, Stecker, Steckdosen         | Klemmleiste, Brücke(Jumper)                                                                   |
| Z             | Abschlüsse, Filter, Entzerrer        | Hochpass, Tiefpass, Dynamikregler                                                             |

## Unterschiede zwischen DIN 40719-2 und EN 81346
Vergleicht man die DIN 40719-2 mit der EN 81346 von 2019, so erkennt man, dass sich nicht alle Kennbuchstaben geändert haben. Für die meisten Betriebsmittel sind die bisherigen Kennbuchstaben weiterhin gültig. Je nach Anwendung der Komponenten können sich in der neuen Norm aber die Kennbuchstaben ändern. Zur Vereinfachung sind die wichtigsten elektronischen Bauelemente bzw. Betriebsmittel in der folgenden Tabelle mit dem alten und mit dem neuen Kennbuchstaben aufgelistet:
| Bauelemente/Betriebsmittel  | DIN 40719-2 | EN 81346-2 (2019) [A1] | EN 81346-2 (2019) [A2] | EN 81346-2 (2019) [A3] |
| --------------------------- | ----------- | ---------------------- | ---------------------- | ---------------------- |
| Akkumulator                 | G           | G                      | GB                     | GBA                    |
| Antenne                     | W           | T                      |                        |                        |
| Batterie                    | G           | G                      |                        |                        |
| Befehlsgeräte               | S           | S                      |                        |                        |
| Bimetallauslöser            | F           | F                      | FC                     | FCC                    |
| Diode                       | V           | R                      |                        |                        |
| Drosselspulen               | L           | R                      |                        |                        |
| Drucktaster                 | S           | S                      | SJ                     | SJB                    |
| Druckwächter (schaltend)    | S           | B                      | BP                     | BPB                    |
| Druckwächter (Messwert)     | F           | B                      | BP                     | BPA                    |
| Einstellwiderstand          | R           | R                      |                        |                        |
| Elektrofilter               | E           | V                      |                        |                        |
| Frequenzumrichter           | G           | T                      |                        |                        |
| Frequenzumwandler           | U           | T                      |                        |                        |
| Generator                   | G           | G                      |                        |                        |
| Gleichrichter               | G           | T                      |                        |                        |
| Grenztaster                 | S           | B                      | BG                     | BGA                    |
| Leistungs-/Halbleiterschütz | K           | Q                      | QA                     | QAA                    |
| Heizwiderstand              | R           | E                      | EB                     | EBB                    |
| Hilfsrelais/Hilfsschütz     | K           | K                      | KF                     | KFA                    |
| Kondensator                 | C           | C                      |                        |                        |
| Lampen                      | H           | E                      | EA                     | EAA                    |
| Lasttrenner                 | Q           | Q                      | QB                     | QBA                    |
| LED                         | V           | P                      |                        |                        |
| Leistungsschalter           | Q           | Q                      | QA                     | QAB                    |
| Messumformer                | B           | T                      |                        |                        |
| Messgerät                   | P           | P                      |                        |                        |
| Messwiderstand              | R           | B                      |                        |                        |
| Motor                       | M           | M                      | MA                     | MAA                    |
| Operationsverstärker        | N           | K                      |                        |                        |
| Opto-Koppler                | U           | K                      |                        |                        |
| Potentiometer               | R           | R                      |                        |                        |
| Relais                      | K           | K                      | KF                     | KFA                    |
| Schalter                    | S           | S                      |                        |                        |
| Sicherung                   | F           | F                      | FC                     | FCA                    |
| Signalleuchte/-lampe        | H           | P                      |                        |                        |
| Softstarter                 | G           | Q                      |                        |                        |
| Spannungswandler AC         | T           | T                      |                        |                        |
| Spannungswandler DC         | U           | T                      |                        |                        |
| Speicher                    | D           | C                      |                        |                        |
| Spule (Induktivität)        | L           | R                      |                        |                        |
| Stromwandler                | T           | B                      | BC                     | BCA                    |
| Transformator               | T           | T                      | TA                     | TAA                    |
| Transistor                  | V           | K                      |                        |                        |
| Trennschalter               | Q           | Q                      | QB                     | QBA                    |
| Thyristor                   | T           | Q                      | QA                     | QAC                    |
| USV                         | G           | G                      |                        |                        |
| Widerstand                  | R           | R                      | RA                     | RAC                    |
| Zeitrelais                  | K           | K                      | KF                     | KFB                    |

Hinweis: Für den Kennbuchstaben der neuen Norm wurde die häufigste Anwendung der Komponente gewählt. Eigentlich setzt sich die Kennzeichnung nach neuer Norm aus drei Buchstaben zusammen.